# 6188 Robertpepin
6188 Robertpepin là một tiểu hành tinh vành đai chính được phát hiện ngày 16 tháng 9 năm 1988. Tiểu hành tinh được phát hiện bởi Schelte J. Bus ở Đài thiên văn Cerro Tololo Inter-American ở Chile. Nó được đặt theo tên của nhà khí tượng học người Mỹ Robert Pepin.